# Juan Carlos Rodríguez Gómez
Juan Carlos Rodríguez Gómez (Vitoria, 15 de julio de 1942 - Granada, 24 de octubre de 2016) fue catedrático de Universidad, ensayista y escritor, experto en literatura española contemporánea. Desde 2002, era académico electo de la Academia de Buenas Letras de Granada.

## Biografía
Nacido en Vitoria el 15 de julio de 1942, inicia sus estudios universitarios en Granada. Se licenció en Filología Románica por la Universidad de Granada con Premio Extraordinario de Licenciatura (1967). Doctor en Filología Románica por la Universidad de Granada en diciembre de 1971, su tesis doctoral se tituló Para una teoría de la literatura. Introducción al pensamiento crítico contemporáneo (inédita).

## Trayectoria
Vinculado a la Universidad de Granada desde 1967 como profesor contratado, marchó a Madrid, Barcelona y París, donde trabajó con Althusser. En 1974 regresa a Granada, para no abandonarla en adelante.
Su trabajo investigador se inicia en 1967 con su memoria de licenciatura y se ha plasmado en más de doscientos artículos y una treintena de libros, con traducciones al inglés e italiano. Fue profesor invitado en las universidades Stony Brook de Nueva York, Duke de Carolina del Norte y “La Sapienza” de Roma. Dirigió la Cátedra Federico García Lorca, de la Universidad de Granada, entre 2001 y 2008, y posteriormente la Cátedra de Sociología de la Literatura en la misma Universidad.

## Otra Sentimentalidad
Rodríguez fue, junto a Álvaro Salvador, Luis García Montero y Javier Egea, uno de los impulsores del movimiento llamado la Otra Sentimentalidad, claramente influido por los principios y postulados del filósofo marxista Althusser. Estos poetas defienden la utilidad social de la creación literaria, el alejamiento del yo poético y el concepto funcionalista de la poesía. Se escribe un poema para que funcione en la sociedad, para que pueda ser utilizado más allá de sus valores estéticos. Sobre estos principios se construyó la llamada “Poesía de la Experiencia” en los años 1990, con referencias en la poesía de Ángel González, Jaime Gil de Biedma o Carlos Barral.
En 2015 fue nombrado doctor honoris causa por la Universidad de Almería.